# Egesina mystica
Egesina mystica är en skalbaggsart som beskrevs av Stefan von Breuning 1938. Egesina mystica ingår i släktet Egesina och familjen långhorningar.
Artens utbredningsområde är Sarawak. Inga underarter finns listade i Catalogue of Life.